# KBTBD10
KBTBD10‏ (Kelch like family member 41) هوَ بروتين يُشَفر بواسطة جين KBTBD10 في الإنسان.